# Meunieriella lantanae
Meunieriella lantanae är en tvåvingeart som först beskrevs av Tavares 1918.  Meunieriella lantanae ingår i släktet Meunieriella och familjen gallmyggor. Inga underarter finns listade i Catalogue of Life.